# 29 tháng 10
Ngày 29 tháng 10 là ngày thứ 302 (303 trong năm nhuận) trong lịch Gregory. Còn 63 ngày trong năm.

## Sự kiện
- 555 – Trước áp lực của Trần Bá Tiên, Tiêu Uyên Minh thoái vị hoàng đế của triều Lương, kế vị là Tiêu Phương Trí.
- 1787 – nhạc kịch Don Giovanni của Mozart được biểu diễn lần đầu tiên tại Praha, Đế quốc La Mã Thần thánh.
- 1863 – Hội nghị đa quốc gia tại Genève của Thụy Sĩ kết thúc, thống nhất thành lập Ủy ban Chữ thập đỏ quốc tế.
- 1911 – Cách mạng Tân Hợi: Sơn Tây tuyên bố độc lập, Diêm Tích Sơn được tôn làm đô đốc, bắt đầu hơn 30 năm thống trị quân phiệt của ông trong tỉnh.
- 1922 – Quốc vương Vittorio Emanuele III của Ý bổ nhiệm Benito Mussolini làm thủ tướng.
- 1924 – Quốc hội Mông Cổ thông qua một nghị quyết đổi tên Niislel Khuree sang Ulaanbaatar, và hợp pháp hóa vị thế thủ đô của đô thị này.
- 1929 – Sở giao dịch chứng khoán New York sụp đổ và nhanh chóng trở thành "Thứ ba đen tối", kết thúc thời kỳ Thị trường đi lên vĩ đại (Great Bull Market) vào cuối thập niên 1920 và bắt đầu thời kỳ Đại khủng hoảng.
- 1956 – Khủng hoảng Kênh đào Suez bắt đầu khi quân đội Israel tấn công vào bán đảo Sinai và đẩy lui quân đội Ai Cập về phía kênh đào Suez.
- 1964 – Cộng hòa Liên hiệp Tanganyika và Zanzibar đổi tên thành Cộng hòa Liên hiệp Tanzania.
- 1969 – Bằng chiếc máy tính tại Viện nghiên cứu Stanford nằm tại California của Hoa Kỳ, một sinh viên Đại học UCLA gửi tin nhắn đầu tiên qua mạng ARPANET, tiền thân của Internet.
- 2002 – Xảy ra vụ hỏa hoạn ITC – một trong rất ít vụ cháy được đánh giá là thảm khốc nhất tại Thành phố Hồ Chí Minh.
- 2018 – Nhóm nhạc IZ*ONE ra mắt.
- 2022 – Vụ giẫm đạp Halloween tại Seoul 2022.

## Sinh
- 1017 – Henry III, Hoàng đế La Mã cổ đại
- 1656 (O.S.) – Edmond Halley, nhà thiên văn học Anh
- 1682 – Pierre François Xavier de Charlevoix, Sử gia Pháp
- 1690 – Martin Folkes, nhà khảo cổ người Anh
- 1704 – John Byng, Đô đốc Anh
- 1740 – James Boswell, người viết tiểu sử của Samuel Johnson
- 1815 – Daniel Emmett, nhà soạn nhạc người Mỹ
- 1822 – Mieczysław Cardinal Ledóchowski, Hồng y Thiên chúa giáo Ba Lan
- 1827 – Marcellin Berthelot, nhà hoá học Pháp
- 1855 – Paul Bruchési, Giám mục Thiên chúa giáo
- 1861 – Andrei Ryabushkin, Họa sĩ Nga
- 1877 – Wilfred Rhodes, Tuyển thủ cricket Anh
- 1879 – 
  - Alva B. Adams, chính khách Mỹ
  - Franz von Papen, Thủ tướng Đức
- 1880 – Abram Ioffe, nhà vật lý Xô Viết
- 1881 – Nguyễn Hữu Thị Nga, phong hiệu Huyền phi, cung phi của vua Thành Thái (m. 1945).
- 1882 – Jean Giraudoux, nhà văn Pháp
- 1891 – Fanny Brice, ca sĩ Mỹ
- 1894 – Phạm Hán Kiệt, tướng lĩnh người Trung Quốc (m. 1976)
- 1897 – Joseph Goebbels, Bộ trưởng tuyên truyền Đảng Đức quốc xã
- 1899 – Akim Tamiroff, diễn viên Nga
- 1907 – Edwige Feuillère, nữ diễn viên điện ảnh Pháp.
- 1910 – Alfred Ayer, Triết học gia người British
- 1915 – William Berenberg, Bác sĩ Mỹ
- 1917 – 
  - Eddie Constantine, diễn viên ca sĩ Mỹ
  - Nam Cao, nhà văn Việt Nam
- 1920 – 
  - Baruj Benacerraf, nhà nghiên cứu hệ miễn dịch của con người, đạt giải Nobel y học
  - Catholicos Baselios Mar Thoma Didymos I, Tín đồ công giáo Indian
- 1921 – Bill Mauldin, người vẽ tranh biếm họa Mỹ
- 1922 – Neil Hefti, người thổi kèn trompet nhạc Jazz
- 1923 – Carl Djerassi, nhà hoá học Úc
- 1925 – Dominick Dunne, Tác gia Mỹ
- 1926 – Jon Vickers
- 1930 – Niki de Saint Phalle, nhà điêu khắc Pháp
- 1935 – Takahata Isao, Đạo diễn phim hoạt hình Nhật Bản
- 1936 – Akiko Kojima, nhà thiết kế người Nhật Bản
- 1938 – 
  - Ralph Bakshi, người vẽ tranh biếm hoạ, Israeli
  - Ellen Johnson-Sirleaf, Tổng thống Liberia
- 1940 – 
  - Frida Boccara, ca sĩ Pháp
  - Connie Mack
  - José Ulises Macías Salcedo, Giám mục Thiên chúa giáo
- 1944 – 
  - Denny Laine, nhạc sĩ Anh (Moody Blues, Wings)
  - Otto Wiesheu, Bộ trưởng Đức
  - Claude Brochu
- 1946 – Peter Green, nghệ sĩ ghita (Fleetwood Mac)
- 1947 – Richard Dreyfuss, diễn viên Mỹ
- 1948 – 
  - Kate Jackson, nữ diễn viên Mỹ
  - Thanh Tuyền, nữ ca sĩ dòng nhạc Vàng của miền Nam Việt Nam.
- 1953 – Denis Potvin, Tuyển thủ môn khúc côn cầu Canada
- 1955 – Roger O'Donnell, nhà soạn nhạc người Anh (The Cure)
- 1956 – Wilfredo Gomez, Võ sĩ quyền Anh Puerto Rican
- 1957 – Dan Castellaneta, Nam diễn viên Mỹ
- 1958 – 
  - Stefan Dennis, diễn viên Australia
  - David Remnick, nhà văn tổng biên tập của The New Yorker, Mỹ
- 1959 – Mike Gartner, Tuyển thủ môn khúc côn cầu Canada
- 1960 – Finola Hughes, nữ diễn viên người Anh
- 1961 – 
  - Randy Jackson, nhạc sĩ Mỹ
  - Joel Otto, Tuyển thủ hockey quốc tế
- 1964 – Yasmin Le Bon, nhà thiết kế Anh
- 1967 – 
  - Joely Fisher, nữ diễn viên Mỹ
  - Rufus Sewell, Nam diễn viên Anh
- 1968 – Johann Olav Koss, Tay trượt băng tốc độ Na Uy
- 1970 – 
  - Edwin van der Sar, Cầu thủ bóng đá Hà Lan
  - Philip Cocu, Cầu thủ bóng đá Hà Lan
- 1971 – Winona Ryder, nữ diễn viên Mỹ
- 1972 – 
  - Takafumi Horie, nhà thầu người Nhật
  - Gabrielle Union, nữ diễn viên Mỹ
- 1973 – Robert Pirès, Cầu thủ bóng đá Pháp
- 1974 – Michael Vaughan, Tuyển thủ cricket Anh
- 1975 – Kelly Lin, nữ diễn viên Trung Quốc
- 1976 – Stephen Craigan, Cầu thủ bóng đá Bắc Ireland
- 1977 – 
  - Brendan Fehr, Nam diễn viên Canada
  - Thanh Phương, nam diễn viên Việt Nam (m. 2008)
- 1978 – Travis Henry, Cầu thủ bóng đá Mỹ
- 1980 – 
  - Ben Foster, Nam diễn viên Mỹ
  - B.J. Sams, Cầu thủ bóng đá Mỹ
- 1981 – 
  - Amanda Beard, Vận động viên bơi lội Mỹ
  - Jonathan Brown, Cầu thủ bóng đá Úc
- 1982 – Chelan Simmons, nữ diễn viên Canada
- 1983 – 
  - Maurice Clarett, Cầu thủ bóng đá Mỹ
  - Dana Eveland, Tuyển thủ bóng chày Mỹ
  - Richard Brancatisano, Nam diễn viên Úc
- 1984 – 
  - Eric Staal, Tuyển thủ hockey Canada
  - Lee Chung Ah, diễn viên Hàn Quốc
- 1987 – Makoto Ogawa, ca sĩ Nhật Bản
- 1990 – Amarna Miller, nữ diễn viên người Tây Ban Nha

## Mất
- 1038 – Aethelnoth, Tổng Giám mục
- 1138 – Bolesław III Krzywousty, Công tước Ba Lan
- 1268 – Conradin, Công tước của Swabia
- 1268 – Frederick I, Bá tước của Baden (chém đầu)
- 1590 – Dirck Volckertszoon Coornhert, chính khách Hà Lan
- 1618 – Sir Walter Raleigh, nhà thám hiểm người Anh
- 1650 – David Calderwood Sử gia Scotland
- 1666 – Edmund Calamy the Elder, Lãnh tụ giáo hội Anh
- 1666 – James Shirley, nhà viết kịch Anh
- 1783 – Jean le Rond d'Alembert, nhà toán học Pháp
- 1877 – Nathan Bedford Forrest
- 1901 – Leon Czolgosz, Kẻ ám sát tổng thống Mỹ William McKinley
- 1905 – Etienne Desmarteau, Lực sĩ Canada
- 1911 – Joseph Pulitzer
- 1919 – A. B. Simpson, người thuyết giáo Canada
- 1932 – Joseph Babiński, nhà thần kinh học Ba Lan–Pháp
- 1933 – Albert Calmette, Bác sĩ Pháp
- 1933 – Paul Painlevé, nhà toán học, chính khách người Pháp.
- 1940 – Phan Bội Châu, nhà yêu nước Việt Nam (s. 1867)
- 1949 – G. I. Gurdjieff
- 1950 – Vua Thuỵ Điển Gustaf V
- 1953 – William Kapell, nghệ sĩ Piano Mỹ
- 1957 – Louis B. Mayer, nhà sản xuất phim người Mỹ
- 1958 – Zoe Akins, nhà soạn kịch người Mỹ
- 1963 – Adolphe Menjou, Nam diễn viên Mỹ
- 1971 – Duane Allman, nhà soạn nhạc người Mỹ
- 1971 – Arne Tiselius, nhà hoá học Thuỵ Điển, Đạt giải Nobel hoá học
- 1981 – Georges Brassens, ca sĩ Pháp
- 1984 – Võ Xuân Lành, Thiếu tướng Quân lực Việt Nam Cộng hòa (Sinh 1931)
- 1987 – Woody Herman, nhà soạn nhạc người Mỹ
- 1997 – Anton LaVey, người sáng lập nhà thờ của quỷ Sa tăng, Mỹ
- 1998 – Paul Misraki, nhạc sĩ Pháp
- 1999 – Michel Regnier, nghệ sĩ, nhà viết hài kịch người Bỉ (Achille Talon)
- 2003 – Hal Clement, nhà văn Mỹ
- 2003 – Franco Corelli
- 2004 – Edward Oliver LeBlanc, chính khách Dominican
- 2004 – Vaughn Meader, diễn viên hài kịch Mỹ
- 2004 – Peter Twinn, nhà toán học Anh
- 2022 - Lee Ji-han, diễn viên người Hàn Quốc